# جمال الدين فالح الكيلاني
جمال الدين فالح الكيلاني، باحث ومؤلف ومؤرخ عراقي متخصص في الدراسات الإسلامية.

## ترجمته
"باحث ومؤلف ومؤرخ متخصص في التاريخ والحضارة العربية الإسلامية بصورة عامة وفي الدراسات القادرية بتخصص دقيق"، وله عدة دراسات أكاديمية، وأشهرها كتابه جغرافية الباز الاشهب، وهو ينتسب إلى الأسرة الكيلانية التي ترجع بنسبها للشيخ عبد القادر الجيلاني" الحسني، من مواليد العراق 1972م، وهو حفيد الإمام ولي الدين القادري، ولقد نشأ وترعرع في محافظة ديالى، وفيها أكمل الدراسة الابتدائية والثانوية، ومنذ طفولته أولع بحب التاريخ، وقراءة الكتب المتنوعة، وتأثر بوالده فالح الكيلاني الشاعر المعروف، ويعد نفسه من تلاميذ عماد عبد السلام رؤوف ومدرسته التاريخية، ومارس التدريس في التعليم الابتدائي والمتوسط والثانوي، كما حاضر في جامعة بغداد والجامعة المستنصرية، واتحاد المؤرخين العرب وجامعات الموصل والقادسية والبصرة وواسط  وكذلك في الجامعة الإسلامية العالمية (ماليزيا) وجامعة بكين وجامعة نينغشيا وجامعة عليكرة الإسلامية ودار العلوم ديوبند وجامعة الإسكندرية وجامعة القرويين وجامعة الإسراء.
وحصل على شهادة بكالوريوس في التاريخ من كلية التربية ابن رشد (جامعة بغداد)، كما نال شهادة دبلوم في اللغة الإنكليزية من معهد المعلمين، وحصل على شهادة دكتوراه فلسفة في التاريخ الإسلامي، وشهادة الماجستير آداب في التاريخ والحضارة العربية الإسلامية من معهد التاريخ العربي والتراث العلمي للدراسات العليا ببغداد. وحصل على لقب «باحث علمي» من مركز دراسات التاريخ والوثائق والمخطوطات التابع لاتحاد المؤرخين العرب في بغداد سنة 1998.، شارك في عدة مؤتمرات علمية وثقافية دولية قدّم فيها بحوثاً ودراسات مختلفة، نشر عشرات البحوث في العديد من المجلات العلمية والاكاديمية والمحكمة.

## من كتبه
- لديه العديد من المؤلفات والكتب المنشورة. أهمها:
- 1- كتاب جغرافية الباز الأشهب: قراءة ثانية في سيرة الشيخ عبد القادر الكيلاني وتحقيق محل ولادته وفق منهج البحث العلمي «دراسة تاريخية» مراجعة وتقديم الدكتور عماد عبد السلام رؤوف، طبع في المغرب، والكتاب دراسة أكاديمية أثارت نقاشا كبيرا بين صفوف المثقفين والباحثين، لكون الكتاب نفى ولادة الإمام الجيلاني في الطبرستان مؤكدا ولادته في جيلان العراق قرب المدائن، والكتاب لاقى قبولا جيدا بين أوساط المؤرخين والباحثين، مما جعل للكتاب شهرة واسعة، ولقد طبع أربع طبعات ومترجم إلى عدة لغات.[13]
- 2- كتاب الشيخ عبدالقادر الكيلاني رؤية تاريخية معاصرة (كتاب)، تقديم الدكتور عماد عبد السلام رؤوف، مؤسسة مصر مرتضى للكتاب العراقي – بغداد 2011 وله طبعة ثانية في الولايات المتحدة 2014.
- 3- كتاب بهجة الأسرار ومعدن الأنوار في مناقب الباز الأشهب (كتاب)، دراسة وتحقيق: تقديم الدكتور حسين أمين شيخ المؤرخين – طبع في المغرب 2012.
- 4- كتاب التاريخ الإسلامي رؤية معاصرة (كتاب)، مراجعة الدكتور حسين علي محفوظ، دار المعرفة 2009.
- 5- كتاب من الشك إلى اليقين (كتاب)، دراسة في نسب الشيخ عبد القادر الجيلاني، بحث نقدي في مصادر التاريخ الإسلامي الوسيط، تقديم الدكتور حسين علي محفوظ، دار الزنبقة، القاهرة، 2013.
- 6- كتاب هكذا تكلم الشيخ عبدالقادر الكيلاني (كتاب)، عرض كلام الإمام الجيلاني بصورة عصرية، دار العالمية، داكا - بنغلاديش، 2013.
- 7- تحقيق كتاب فتوح الغيب، للامام عبد القادر الجيلاني، دار العالمية، داكا - بنغلاديش، 2013.
- 8- كتاب التاريخ العثماني تفسير جديد (كتاب)، المنظمة المغربية، الرباط، 2013 .
- 9- كتاب الأمام أحمد الرفاعي المصلح المجدد (كتاب)، بالاشتراك مع الدكتور زياد الصميدعي، المنظمة المغربية، الرباط، 2013.
- 10-كتاب الرحلات والرحالة في التاريخ الإسلامي (كتاب)، دار الزنبقة، القاهرة، 2013.
- 11-كتاب المدخل لتاريخ الفلسفة الإسلامية (كتاب)، دار المصطفى، القاهرة، 2012.
- 12- كتاب فلسفة الإستشراق (كتاب) القاهرة، 2011.[14]
- 13-كتاب بديع الزمان سعيد النورسي، قراءة جديدة في فكره المستنير (كتاب)، دار الزنبقة، القاهرة، 2013 .
- 14-كتاب دراسات في التاريخ الأوربي (كتاب)، تقديم الدكتور كمال مظهر أحمد، القاهرة،2010.
- 15-كتاب ثورة الروح (كتاب)، دار الزنبقة، القاهرة.[15]
- 16-كتاب خراسان التأريخية : في ضوء المصادر العربية الإسلامية (كتاب)، دار الزنبقة، القاهرة، 2013.
- 17-كتاب من معالم الحضارة الإسلامية في الصين (كتاب)، دراسة ميدانية_تاريخية، دار الزنبقة، القاهرة، 2016.
- 18-كتاب نهضة التصوف (كتاب) دراسة في تاريخ التصوف الإسلامي، دار الزنبقة، القاهرة، 2016.[16]

## مقدمات الكتب
حبر مقدمات لعدد من الكتب منها:
- 1-الإمام أحمد الرفاعي في التاريخ والسير، ماجد البياتي، دار الكوثر، بغداد، 2017.
- 2-الكنوز النورانية في الأوراد القادرية، مخلف العلي، دار النور، القاهرة، 2016.
- 3-مقالات ثقافية في التاريخ والأدب، عباس المخزومي، دار الآداب، بغداد، 2016.
- 4-من تاريخ الطريقة القادرية، حياة الفقيه، دار المجد، تونس، 2016.
- 5-الأمير، نيكولو مكيافيلي، دار المعارف، بيروت، 2015.
- 6-المحبة عند الامام الغزالي، نصر الدين أجدير، دار الجمورية، الجزائر، 2015.
- 7-السادة الرفاعية أصول وفروع، للحلبي، مكتبة جرير، جدة، 2018.
- 8-الشيخ عبدالقادر الجيلاني ومنهجه في التربية والسلوك، عمر محمود السامرائي، طبعة دار الزنبقة، بيروت، 2018.
- 9- في الانساب العربية، عهد الكيلاني، مكتبة الصفت، بيروت، 2018.
- 10-الفيوضات الريانية، إسماعيل القادري، تحقيق مخلف العلي، دار النور، بيروت، 2018.[17]
- 11-تاريخ العائلة الآلوسية، جمال طالب الألوسي، مكتبة خالد، حي الجامعة، بغداد، 2020.[18]
- 12- مذكرات عماد عبد السلام رؤوف : شيخ المؤرخين والمحققين المعاصرين - تقديم جمال الدين فالح الكيلاني، دار دجلة في الأردن 2021.[19]

## بحوث ودراسات
| - كتاب الإمام عبد القادر الجيلاني عبد القادر الجيلاني - تفسير جديد في مجلة فكر حر 2009. - مخطوطة مهجة البهجة ومحجة اللهجة (كتاب) منشورة في جريدة الصباح 2005. - مصطفى جواد ومخطوطة نادرة عن الكيلاني جريدة الصباح 2006. - رشيد عالي الكيلاني ومدينة بعقوبة المشورة في جريدة العراق 2002. - المقدادية أصل التسمية المنشورة في جريدة العراق 2002. - «الشرق الأوسط واصل التسمية» المنشورة في مجلة كلية الآداب جامعة عين شمس 2009. - «براغماتية السيد عبد الرحمن الكيلاني النقيب»، مجلة فكر حر2009. - «الشيخ عبد القادر الجيلاني: جيلان العراق لا جيلان طبرستان»، مجلة كلية الآداب جامعة عين شمس 2009. - «تفسير الجيلاني – دراسة في نسبة التفسير للمؤلف»، مجلة رؤى 2010. - «المؤرخ هشام جعيط – دراسة في رؤيته للسيرة النبوية»، مجلة رؤى 2010 . - «لقاء الامامين الغزالي والجيلاني - حقيقة تاريخية»، مجلة جامعة عين شمس 2011. - الفكر العربي والفكر الاستشراقي بين محمد أركون وادوارد سعيد، مجلة التربية، 2008 - قراءة في كتاب قصة الحضارة، ل ويل ديورانت، مجلة الديار اللندنية،2012. - قراءة في كتاب دراسة للتاريخ، ل أرنولد توينبي، مجلة الرسالة، القاهرة، 2010. - قراءة في فكر محسن مهدي، وكتابه عن الفارابي، مجلة الديار، لندن، 2015. - من تاريخ المسلمين في غوانزو مع دراسة عن ضريح أبي وقاص، مجلة الديار اللندنية،2017. - الرحالة قهرمان البغدادي قصته وضريحه والمتحف الخاص به في ولاية قانسو، مجلة الديار اللندنية،2017. - ضريح قتيبة بن مسلم الباهلي في في وادي فرغانة، في أوزبكستان دراسة ميدانية، مجلة رؤى 2018. - قومية هوي المسلمة: التعايش السلمي في الصين الأندماج والحياة: مشاهدات وملاحظات، مجلة رؤى 2018. - المدينة المقدسة في لاسا دراسة وصفية ميدانية، مجلة الديار اللندنية، 2018 . - ضريح ضياء الدين الجيلاني، في هينان، في مجلة الديار اللندنية، 2019 . - بين إحياء علوم الدين والغنية لطالبي طريق الحق: قراءة في التواصل الفكري بين الغزالي والجيلاني، في مجلة الديار اللندنية، 2019 . | - أضواء على الادب الروائي الاوربي والأمريكي والروسي الكلاسيكي، الديار اللندنية 2013. - «تلمذة الامام الرفاعي أحمد بن علي الرفاعي على الامام الجيلاني -حقائق جديدة» مجلة التراث 2011. - مراقد الأولياء الصوفية في الصين: دراسة وصفية -تاريخية، مجلة الديار اللندنية 2015. - أنتشار القادرية في البلاد الصينية: دراسة ميدانية، مجلة الديار اللندنية، 2015. - التراث الصوفي في ماليزيا ودور القادرية فيها: دراسة ميدانية - تاريخية، مجلة الفكر الحر، الأردن 2015. - التجاور المكاني بين الإسلام والبوذية في التبت، إنموذجا للتعايش السلمي: دراسة ميدانية-وصفية، الفكر الحر، الأردن، 2015. - مدينة لينشيا الصينية «مكة الصغرى» ومكانتها بين المسلمين في الصين : دراسة ميدانية، مجلة الفكر الحر،2015. - جامع شيان الكبير: دراسة آثارية تاريخية وصفية ميدانية، مجلة الديار اللندنية، 2015. - ممر واخان قراءة في الأبعاد «الأستعمارية» للأتفاق التاريخي الذي برمته بريطانيا وروسيا عام 1893 وخلق منطقة عازلة تسيطر عليها أفغانستان للحيلولة دون تلامس الإمبراطوريتين، مجلة الفكر الحر، 2016. - مزار الشريف والضريح : جدلية الأسطورة والتاريخ : قراءة أولى في سيرة علي بن أبي طالب البلخي، مجلة الفكر الحر ، 2017. - من تاريخ المساجد في الصين: دراسة تاريخية -ميدانية، مجلة الديار اللندنية ، 2015. - لمياء الكيلاني، حوار في التاريخ والأثار، مجلة الديار اللندنية ، 2017 . - أحمد السبتي، دراسة في السيرة والضريح، مجلة رؤى 2018. - مخطوطات منتشلة من نهر دجلة خلال الغزو المغولي لبغداد، مجلة رؤى 2018. - الرحلة العراقية لأحمد البدوي قراءة ثانية، مجلة الفكر الحر، لسنة 2016 - ظاهر الرفاعي ودوره في التصوف البغدادي المعاصر، مجلة الديار اللندنية ، 2018 . - دراسة في مشجر آل الكيلاني الذي نشره البريطانيين سنة 1915، مجلة الديار اللندنية ، 2017. - الحضرة القادرية وتاريخ الضريح، رد علمي على كتاب المراقد المزيفة، مجلة رؤى 2019. - نوادر التحف الإسلامية في متحف العاصمة بكين دراسة وصفية ميدانية، مجلة الديار اللندنية ، 2019. |

## عضويات
جمال الكيلاني عضو في عدد من المنظمات والجمعيات الثقافية منها :
- عضو اتحاد المؤرخين العرب في بغداد 1996 .
- عضو الهيئة العربية لكتابة تاريخ الانساب 1998 .
- عضو جمعية المؤرخين والاثاريين في العراق 1995 .
- عضو الجمعية المغربية للتاريخ والاثار 1997 .
- عضو اتحاد المؤرخين العرب في القاهرة 2004
- عضو الاتحاد الدولي للمؤرخين 2015.[25]